# Tinocallis himalayensis
Tinocallis himalayensis är en insektsart. Tinocallis himalayensis ingår i släktet Tinocallis och familjen långrörsbladlöss. Inga underarter finns listade i Catalogue of Life.